# Myiomintho elata
Myiomintho elata är en tvåvingeart som beskrevs av Brauer och Julius Edler von Bergenstamm 1889. Myiomintho elata ingår i släktet Myiomintho och familjen parasitflugor.
Artens utbredningsområde är Venezuela. Inga underarter finns listade i Catalogue of Life.